# Leopold Winter
Leopold Winter (ur. 1898, zm. ?) – zbrodniarz hitlerowski, członek załogi niemieckiego obozu koncentracyjnego Mauthausen-Gusen i SS-Scharführer.
15 sierpnia 1939 wstąpił do Luftwaffe. Od 1939 był członkiem NSDAP, a od 12 grudnia 1944 również Waffen-SS. Od 3 września 1944 był kierownikiem komanda więźniarskiego w Wiener-Neudorf, podobozie KL Mauthausen. Od 2 kwietnia 1944 uczestniczył w ewakuacji tego podobozu, a od 15 kwietnia do 3 maja 1945 Winter pełnił służbę wartowniczą w podobozie Gusen.
W procesie załogi Mauthausen-Gusen (US vs. Hans Giovanazzi i inni) skazany został na 10 lat pozbawienia wolności. W wyniku rewizji karę zamieniono na 3 lata pozbawienia wolności.